# مالوآرخانگلسک
شهر مالوآرخانگلسک (به روسی: Малоархангельск) در کشور روسیه و در استان اوریول واقع شده‌ است.